# Prinz von Piemont

Wappen des Prinzen von Piemont

Prinz von Piemont (italienisch Principe di Piemonte, wörtlich Fürst von Piemont) war ein Adelstitel des Hauses Savoyen. Er wurde dem jeweils ältesten Sohn des regierenden Herzogs von Savoyen, später des Königs von Sardinien und Italiens, verliehen.
Erstmals verliehen wurde der Titel von Amadeus VIII. 1434 seinem Sohn Ludwig, als  er ihn als Regenten einsetzte und sich von der Herrschaft zurückzog. Seitdem wurde der Titel an den jeweiligen Kronprinzen verliehen. 
Als dem Prinzen von Piemont Viktor Amadeus 1751 sein erster Sohn Karl Emanuel geboren wurde, gab er den Titel an diesen ab. Viktor Amadeus selbst erhielt von seinem Vater König Karl Emanuel III. den Titel Herzog von Savoyen. 
Da die Söhne Viktor Amadeus‘ keine Erben hinterließen, fiel Sardinien-Piemont 1831 an Karl Albert von Savoyen, Fürst von Carignan, der seinem Sohn Viktor Emanuel ebenfalls den Titel Herzog von Savoyen verlieh.
Dieser verlieh als König von Italien seinem Enkel Viktor Emanuel, erster Sohn des Prinzen von Piemont Umberto, bei seiner Geburt 1868 den Titel Prinz von Neapel.

## Wappen
Das Wappen des Prinzen von Piemont war das weiße Kreuz auf rotem Grund des Hauses Savoyen, versehen mit einem Turnierkragen in blau, der Farbe des Hauses Savoyen. Es wird seit 1434 geführt und ist heute auch das Wappen der italienischen Region Piemont.

## Liste der Prinzen von Piemont
1. 1434–1438: Ludwig von Savoyen, Sohn Amadeus‘ VIII. und dessen Regent, danach Herzog von Savoyen
2. 1438–1465: Amadeus von Savoyen, Sohn des Vorgängers, danach Herzog von Savoyen
3. 1465–1471: Karl von Savoyen, Sohn des Vorgängers, starb im Kindesalter
4. 1471–1472: Philibert von Savoyen, Bruder des Vorgängers, danach Herzog von Savoyen
5. 1489–1490: Karl Johann Amadeus, Neffe des Vorgängers, danach Herzog von Savoyen
6. 1497: Philibert von Savoyen, Cousin des Vorgängers, danach Herzog von Savoyen
7. 1523–1536: Ludwig von Savoyen, Sohn Herzog Karls III., starb im Jugendalter
8. 1536–1553: Emanuel Philibert von Savoyen, Bruder des Vorgängers
9. 1562–1580: Karl Emanuel von Savoyen, Sohn des Vorgängers, danach Herzog von Savoyen
10. 1586–1605: Philipp Emanuel, Sohn des Vorgängers, starb im Jugendalter
11. 1605–1630: Viktor Amadeus von Savoyen, Bruder des Vorgängers, danach Herzog von Savoyen
12. 1632–1637: Franz Hyazinth von Savoyen, Sohn des Vorgängers, danach Herzog von Savoyen
13. 1638–1675: Viktor Amadeus von Savoyen, Neffe des Vorgängers, danach Herzog von Savoyen, 1713–1720 auch König von Sizilien, ab 1720 auch König von Sardinien
14. 1699–1715: Viktor Amadeus von Savoyen, Sohn des Vorgängers, starb im Kindesalter
15. 1715–1730: Karl Emanuel von Savoyen, Bruder des Vorgängers, danach König von Sardinien
16. 1730–1751: Viktor Amadeus von Savoyen, Sohn des Vorgängers, danach Titular-Herzog von Savoyen, ab 1773 König von Sardinien
17. 1751–1796: Karl Emanuel von Savoyen, Sohn des Vorgängers, danach König von Sardinien
18. 1844–1878: Umberto von Savoyen, Sohn Viktor Emanuels II., danach König von Italien
19. 1904–1946: Umberto von Savoyen, Enkel des Vorgängers, danach König von Italien
20. 1946: Viktor Emanuel von Savoyen, Sohn des Vorgängers, trug den Titel bis zu seinem Tod 2024